# Pseudocnus grubii
Pseudocnus grubii is een zeekomkommer uit de familie Cucumariidae.
De wetenschappelijke naam van de soort werd in 1874 gepubliceerd door Emil von Marenzeller.